# Christopher Phillips
Christopher Phillips (1976) è un ex sciatore alpino statunitense.

## Biografia
In Nor-Am Cup Phillips conquistò l'ultimo podio il 7 dicembre 1996 a Lake Louise in supergigante (2º) e prese per l'ultima volta il via il 22 dicembre 1997 a Sunday River in slalom gigante (17º); si ritirò all'inizio della stagione 1998-1999 e la sua ultima gara fu uno slalom speciale FIS disputato il 20 dicembre a Stowe. Non debuttò in Coppa del Mondo né prese parte a rassegne olimpiche o iridate.

## Palmarès

### Nor-Am Cup
- 1 podio (dati dalla stagione 1994-1995):
  - 1 secondo posto